# Jack Sullivan (zawodnik lacrosse)
John „Jack” Sullivan (ur. 29 sierpnia 1870 w Cobourgu, zm. ?)  – amerykański zawodnik lacrosse, który na igrzyskach olimpijskich w 1904 w Saint Louis wraz z kolegami zdobył srebrny medal w grze drużynowej.
W turnieju udział brały trzy zespoły klubowe ze Stanów Zjednoczonych i Kanady. Sullivan reprezentował amerykański klub Saint Louis Amateur Athletic Association.